# هارتلي باور
هارتلي باور (بالإنجليزية: Hartley Power)‏ هو ممثل بريطاني وأمريكي (وحمل سابقاً جنسية المملكة المتحدة لبريطانيا العظمى وأيرلندا)، ولد في 14 مارس 1894 بنيويورك في الولايات المتحدة، وتوفي في 29 يناير 1966 بلندن في المملكة المتحدة.

## وصلات خارجية
- هارتلي باور على موقع IMDb (الإنجليزية)
- هارتلي باور على موقع أول موفي (الإنجليزية)
- هارتلي باور على موقع قاعدة بيانات برودواي على الإنترنت (الإنجليزية)
- هارتلي باور على موقع قاعدة بيانات الأفلام السويدية (السويدية)
- هارتلي باور على موقع قاعدة بيانات الفيلم (الإنجليزية)